# Европско првенство у атлетици у дворани 1970 — 800 метара за жене
Такмичење у дисциплини трка на 800 метара у женској конкуренцији на првом Европском првенству у атлетици у дворани 1970. одржано је у Градској дворани у Бечу 15. марта. Учествовало је 11 атлетичарки из 10 земаља.

## Земље учеснице
| - Аустрија (1) - Бугарска (1) - Данска (1) - Холандија (1) | - Норвешка(1) - Пољска (1) - Совјетски Савез (2) | - Шпанија (1) - Уједињено Краљевство (1) - Западна Немачка (1) |

## Рекорди
Извор:
| Рекорди пре почетка Европског првенства у дворани 1970.     | Рекорди пре почетка Европског првенства у дворани 1970. | Рекорди пре почетка Европског првенства у дворани 1970. | Рекорди пре почетка Европског првенства у дворани 1970. | Рекорди пре почетка Европског првенства у дворани 1970. | Рекорди пре почетка Европског првенства у дворани 1970. |                                          |
| ----------------------------------------------------------- | ------------------------------------------------------- | ------------------------------------------------------- | ------------------------------------------------------- | ------------------------------------------------------- | ------------------------------------------------------- | ---------------------------------------- |
| Светски рекорд                                              | Барбара Вик                                             | Источна Немачка                                         | 2:05,3                                                  | Београд, Југославија                                    | 9. март 1969.                                           |                                          |
| Европски рекорд                                             | Барбара Вик                                             | Источна Немачка                                         | 2:05,3                                                  | Београд, Југославија                                    | 9. март 1969.                                           |                                          |
| Рекорди европских првенстава                                | Ово је прво Европско првенство у дворани                | Ово је прво Европско првенство у дворани                | Ово је прво Европско првенство у дворани                | Ово је прво Европско првенство у дворани                | Ово је прво Европско првенство у дворани                | Ово је прво Европско првенство у дворани |
| Рекорди после завршеног Европског првенства у дворани 1970. |                                                         |                                                         |                                                         |                                                         |                                                         |                                          |
| Рекорди европских првенстава                                | Марија Сикора                                           | Аустрија                                                | 2:07,0                                                  | Беч Аустрија                                            | 15. март 1970                                           |                                          |

## Освајачице медаља
|                        |                                 |                          |
| Марија Сикора Аустрија | Људмила Брагина Совјетски Савез | Софија Колаковска Пољска |

## Резултати
У квалификацијама такмичарке су били подељени у две групе:прва од 5 а друга од 6 атлетичарки. У финале су се квалификовала по четири првопласиране из обе групе (КВ).

### Квалификације
| Позиција | Група | Атлетичар          | Националност         | Време  | Белешка |
| -------- | ----- | ------------------ | -------------------- | ------ | ------- |
| 1.       | 1     | Хилдегард Јанце    | Западна Немачка      | 2:09,9 | КВ      |
| 2.       | 1     | Иља Кајзер         | Холандија            | 2:10,5 | КВ      |
| 3.       | 1     | Људмила Брагина    | Совјетски Савез      | 2:10,7 | КВ      |
| 4.       | 1     | Софија Колаковска  | Пољска               | 2:10,9 | КВ      |
| 5.       | 1     | Људмила Сафранова  | Совјетски Савез      | 2:12,9 | КВ      |
| 6.       | 2     | Марија Сикора      | Аустрија             | 2:13,0 | КВ      |
| 7.       | 2     | Марија Фуентес     | Шпанија              | 2:14,9 | КВ      |
| 8.       | 2     | Светла Златева     | Бугарска             | 2:14,9 | КВ      |
| 9.       | 1     | Анелисе Дам-Олесен | Данска               | 2:14,5 |         |
| 10.      | 2     | Роземари Стирлинг  | Уједињено Краљевство | 2:16,8 |         |
| 11.      | 2     | Wenche Søruni      | Норвешка             | 2:18,9 |         |

### Финале
| Пласман | Атлетичар         | Земља           | Резултат | Белешка |
| ------- | ----------------- | --------------- | -------- | ------- |
|         | Марија Сикора     | Аустрија        | 2:07,0   | ЛРд     |
|         | Људмила Брагина   | Совјетски Савез | 2:07,5   |         |
|         | Софија Колаковска | Пољска          | 2:07,6   |         |
| 4.      | Иља Кајзер        | Холандија       | 2:07,7   |         |
| 5.      | Људмила Сафранова | Совјетски Савез | 2:07,9   |         |
| 6.      | Светла Златева    | Бугарска        | 2:08,6   |         |
| 7.      | Марија Фуентес    | Шпанија         | 2:09,0   |         |
| 8.      | Хилдегард Јанце   | Западна Немачка | 2:09,5   |         |